# Jeune Fille au cadre
Fille dans le cadre d'un tableau
La Jeune Fille au cadre est un tableau réalisé par l'artiste hollandais Rembrandt. C'est une peinture à l'huile sur panneau de bois, datant de 1641.
Cette œuvre est également connue sous les titres Fille dans le cadre d'un tableau, La Fiancée juive et La Fille au chapeau. Avec L'Érudit au pupitre et Paysage avec le bon Samaritain, c'est l'un des trois tableaux de Rembrandt dans les collections polonaises. Il est actuellement situé au palais royal de Varsovie.
La paternité de Rembrandt a parfois été mise en doute, mais elle est confirmée depuis 2006 par le Rembrandt Research Project.
Plusieurs critiques et historiens d'art y voient un chef-d'œuvre de la période où Rembrandt exécute des trompe-l'œil, avec les deux mains de la jeune fille sortant du cadre pour s'y appuyer, et l'illusion du mouvement.

## Description
Le modèle féminin s'inscrit sur un encadrement peint dans l'espace du tableau dont seuls les côtés bas et droit sont visibles. La jeune fille est vêtue d'une robe de velours rouge foncé, porte un chapeau noir à larges bords et des boucles d'oreilles en perle en forme de poire. Ce type de costume n'est pas à la mode de l'époque, il est plutôt représenté comme un vêtement ancien associé à des sujets mythiques, historiques, orientaux ou bibliques. Rembrandt représente souvent des personnages habillés de cette façon, tant dans ses peintures à l'huile que dans ses gravures.
Ce tableau n'est pas un portrait, mais un « tronie », une étude de visage ou d'une partie de personnage sans attribut significatif. Rembrandt a d'abord commencé à peindre une image différente - une femme assise, légèrement tournée vers la gauche, vêtue d'une robe correspondant à la mode de l'époque, avec une collerette en meule, coiffée d'un petit bonnet. La personne ainsi représentée était plus à droite que la fille dans la version définitive. Le portrait de la femme au bonnet n'a jamais été achevé, et le panneau a été réutilisé. Rembrandt n'a jamais réutilisé le support d'une peinture antérieure pour réaliser un portrait commandé par un client, ce tableau n'est donc pas une commande.

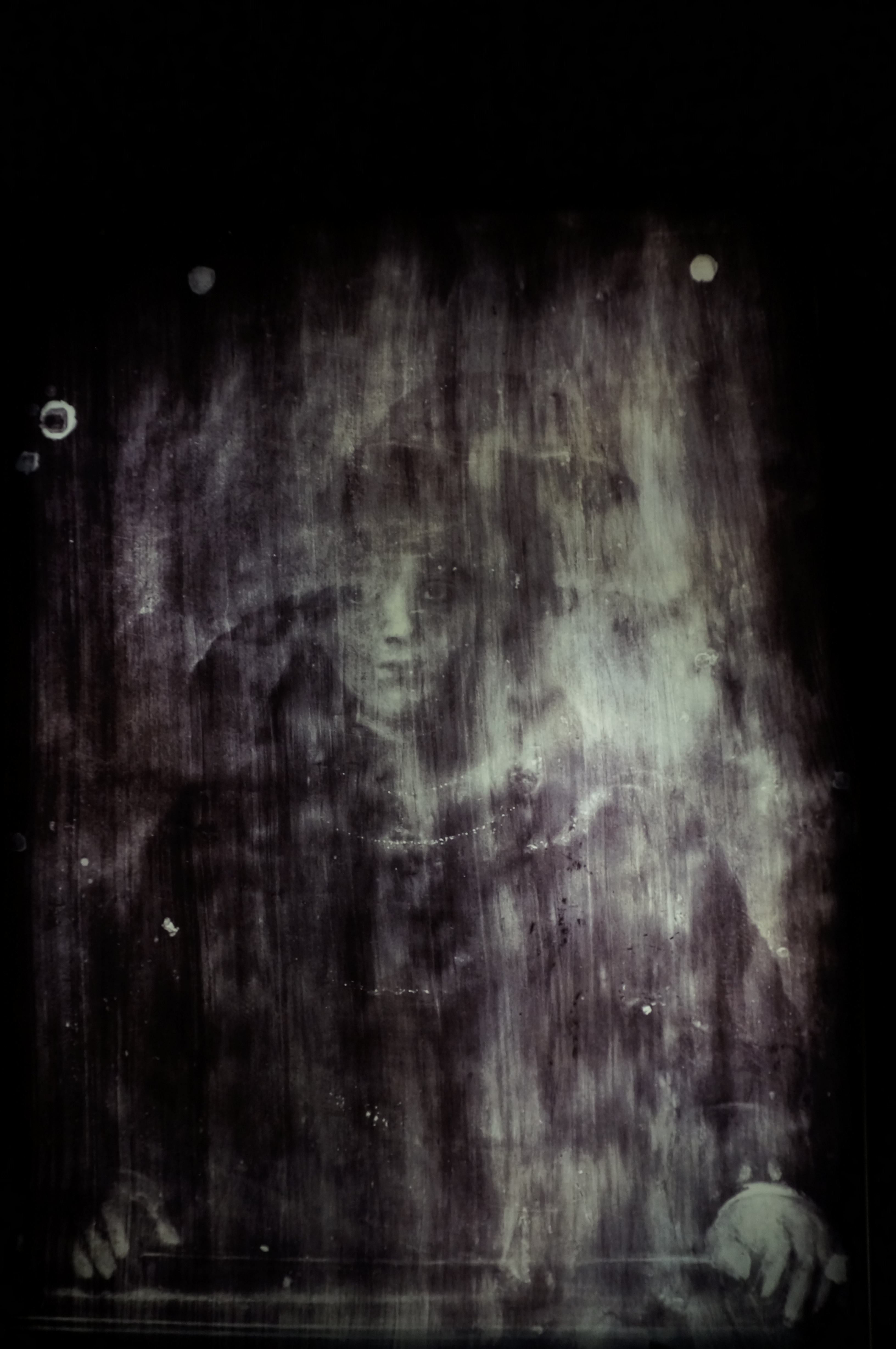
Des traces de la composition originale ont été détectées par rayons X avant les travaux de restauration.

Le tableau a fait l'objet d'une restauration au Département de conservation du château royal de Varsovie, de mai 2005 à mars 2006. La couche supérieure de peinture a été retirée ; là où elle n'a pas pu être enlevée, à cause de l'endommagement de la couche de peinture d'origine, elle a été réduite. Des traces de la composition originale ont été détectées par rayons X avant les travaux de restauration. Le coup de pinceau original, proéminent dans la texture de la peinture, est devenu visible sur la poitrine et la manche droite une fois enlevés les fragments repeints.

## Historique et filiation
Le roi Stanisłas II Poniatowski achète ce tableau en 1777, en même temps que L'Érudit au pupitre, à la comtesse Maria Golovkina, veuve du comte Friedrich Paul von Kameke, par l'intermédiaire du marchand d'art Jakub Triebl. Il les a d'abord exposés au palais Łazienki à Varsovie. Après sa mort, les deux tableaux sont passés à Joseph Poniatowski qui les laisse en 1813 à sa sœur Marie Thérèse Poniatowska. Ils sont achetés en 1815 par Kazimierz Rzewuski, qui les donne à sa fille Ludwika, épouse d'Antoni Lanckoroński. Ils appartiennent ensuite à la famille Lanckoroński. Le comte Karol Lanckoroński, grand amateur d'art, qui résidait à Vienne, organise en 1902 l'exposition de La Jeune Fille au cadre avec d'autres peintures Renaissance et baroques de sa collection, dans le palais construit spécialement pour abriter la collection, près du jardin botanique de Vienne. La Gestapo s'en empare pendant la Seconde Guerre mondiale, mais elle est rendue en 1947 à ses propriétaires légitimes et placée dans le coffre d'une banque suisse. Le tableau est présenté en 1994 dans le cadre d'une exposition des œuvres d'art de la famille Lanckoroński au palais royal de Varsovie, puis Karolina Lanckorońska le donne au Palais royal, qui le possède encore.
Le tableau est étudié dans le cadre du Rembrandt Research Project, dirigé par Ernst van de Wetering. Les experts de ce groupe analysent à trois reprises la Jeune Fille au cadre et L'Érudit au pupitre ; ils confirment en février 2006 que ces tableaux ont bien été peints par Rembrandt. Les tableaux sont ensuite exposés au Musée de la maison de Rembrandt à Amsterdam puis à la Gemäldegalerie de Berlin dans le cadre de Rembrandt - La quête d'un génie, une exposition marquant le 400e anniversaire de la naissance du peintre.

## Analyse
Le sujet est également connu sous le nom de La Fiancée juive au moins depuis 1769. Quelques autres œuvres de Rembrandt représentant des femmes aux cheveux longs et déliés ont reçu ce même titre au cours du XVIIe siècle. Selon la tradition juive, une mariée portait les cheveux déliés lors de la signature du contrat de mariage avec le futur époux.
Pour l'historien d'art Ernst van de Wetering, la Jeune Fille au cadre est un exemple typique de l'intérêt de Rembrandt, à la fin des années 1630 et au début des années 1640, pour les compositions en trompe-l'œil. C'est aussi un exemple de sa recherche de nouvelles façons de représenter le mouvement. De l'avis de van de Wetering, ce tableau est exceptionnel et peut être considéré comme l'une des rares œuvres, et peut-être leur archétype, démontrant la brève fascination de Rembrandt pour les trompe-l'œil.
Le mouvement est suggéré par le léger retrait du bras droit de la jeune fille et la disposition de sa main droite, comme suspendue juste au-dessus du bord de l'encadrement noir visible par ses reflets blancs, et sur le point de s'y poser. La boucle d'oreille en perles accrochée à son oreille droite et le tissu de la manche droite semblent également en mouvement. L'illusion de sortir de l'espace graphique conventionnel (le cadre ou cadrage) est créée par la représentation de la personne avec les deux mains sortant du cadre empiétant sur l'encadrement.
Selon Vincent Noce, c'est un chef-d'œuvre du trompe-l'œil et de la représentation du mouvement, avec la main droite sur le point de se poser sur l'encadrement, la manche semblant bouger, et la boucle d'oreille en légère oscillation.